# Liga das Nações da UEFA D de 2020–21
A Liga das Nações da UEFA D de 2020–21 foi a quarta divisão da edição 2020–21 da Liga das Nações da UEFA, a segunda temporada da competição internacional de futebol envolvendo as seleções masculinas das 55 federações membros da UEFA.

## Formato
Após uma mudança de formato na primeira temporada, a Liga D foi reduzida de 16 para 7 times. A liga consiste nos membros da UEFA com a classificação mais baixa, entre 49º e 55º, na classificação geral da Liga das Nações da UEFA de 2018–19, sendo estes divididos em dois grupos (um grupo de quatro equipes e um grupo de três equipes). Cada equipe jogará quatro ou seis partidas dentro de seu grupo, usando o formato de partidas em casa e fora em rodadas duplas em setembro, outubro e novembro de 2020. Os vencedores de cada grupo serão promovidos para a Liga das Nações da UEFA C de 2022–23.

## Equipes

### Mudanças de equipe
A seguir estão as mudanças de equipe da Liga D da temporada 2018–19: